# 덴다이역
덴다이역(일본어: 天台駅, てんだいえき 텐다이에키[*])은 일본 지바현 지바시 이나게구에 있는 지바 도시 모노레일 2호선의 역이다.

## 역 구조
상대식 승강장 2면 2선의 고가역이다.

### 승강장
| 1 | 2호선 | 쓰가・지시로다이 방면 |
| 2 | 2호선 | 지바・지바미나토 방면 |

## 역 주변
- 지바 소년 감별소
- 사쿠사베 공원
- 지바 현 중앙 아동 상담소
- 지바 시립 도도로키초 초등학교
- 지바 시립 도도로키초 중학교
- 지바 시립 제2양호학교
- 학교 법인 지바 경제학원
  - 지바 경제대학
  - 지바 경제대학 단기 대학부
  - 지바 경제대학 부속 고등학교
- 학교 법인 지바 게이아이 학원
  - 게이아이 대학 이나게 캠퍼스(경제 학부)
  - 게이아이가쿠인 고등학교
- 지바 지쿠사다이 우체국
- 지바 약품 사쿠사베점

## 역사
- 1991년 6월 12일: 영업 개시.
- 2009년 3월 14일: PASMO 도입.

## 사진

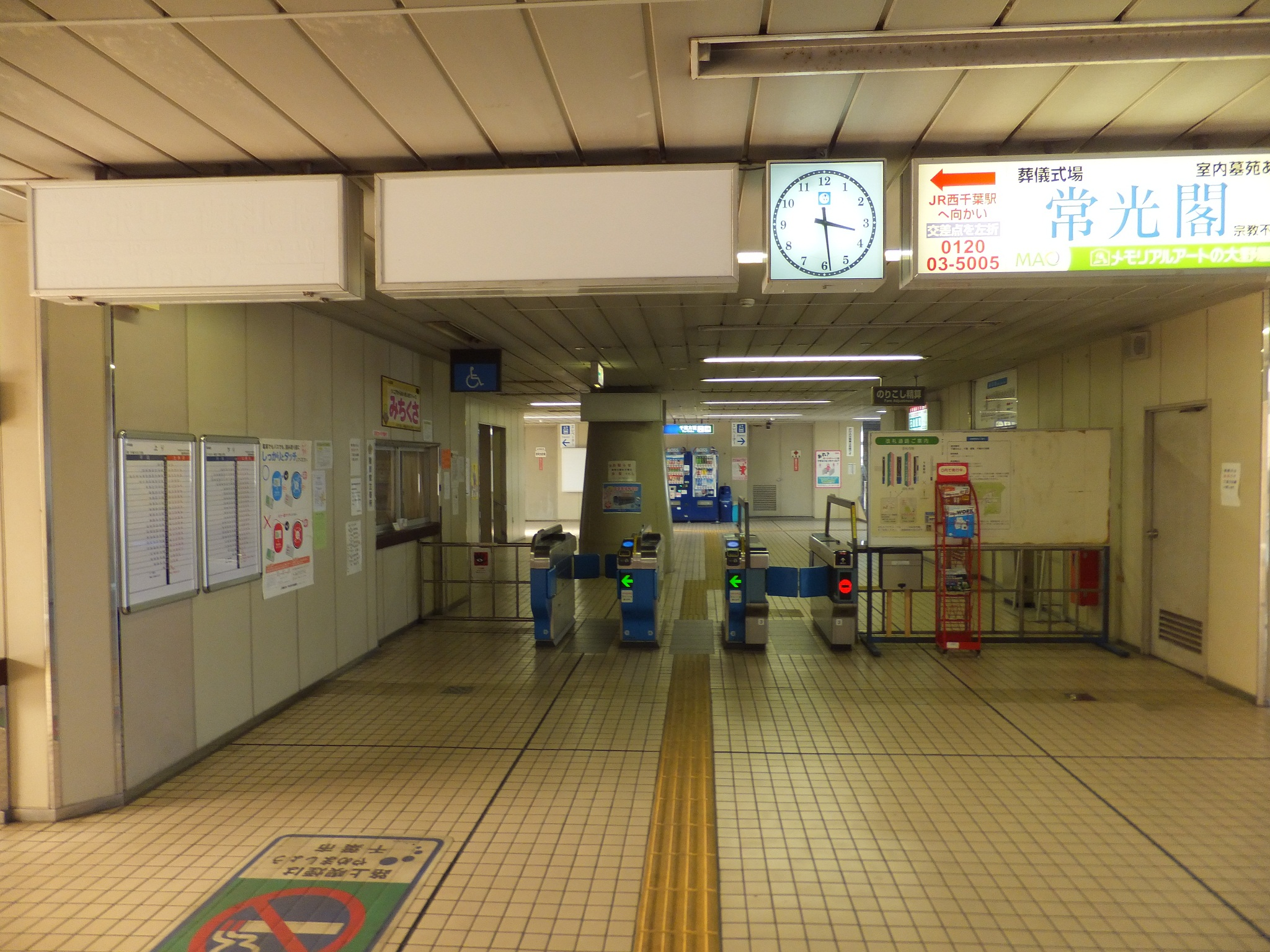
개찰구

## 인접역
| 지바 도시 모노레일 2호선 | 지바 도시 모노레일 2호선 | 지바 도시 모노레일 2호선 |
| ------------------------ | ------------------------ | ------------------------ |
| 사쿠사베 지바 방면       |                          | 아나가와 지시로다이 방면 |